# 淮海戏
淮海戏是中国江苏省淮安方言和海州方言區的戏曲剧种，主要流行于淮东话北部地区的淮安、连云港、宿迁的沭阳和泗阳、盐城北部地区等。源出于沭阳、海州、灌云一带流行的“拉魂腔”，因以板三弦伴奏，又称“三刮调”。淮海戏曾在民间称为“小戏”，与柳琴戏、泗州戏同源于“拉魂腔”。 淮海戏因流行于淮海地区，曾称“淮海小戏”，1955年正式定名为淮海戏。

## 简介
主要流行于江苏北部的淮安市、连云港市、宿迁市及盐城市的北部地区。源出于沭阳、海州、灌云一带流行的“拉魂腔”，因以板三弦伴奏，又称“三刮调”。早期是沿门说唱民间故事的“门头词”，清道光十年(公元1830年)后，艺人自由结班发展成为打地摊演出的“小戏”（当地称海州五大宫调为“大戏”）。淮海戏以沭阳方言为标准音，并结合兼顾附近的泗阳、淮阴、涟水、海州乡音。

## 源流
淮海戏的产生有三种说法：
一是清乾隆年间，山东历城唐大牛、唐二牛兄弟，因灾年饥荒，身背大鼓三弦，到沭阳一带卖唱乞讨，有邱、葛、杨姓3人从其学艺，播下淮海戏的种子。
二是200多年前，海州民间盛行“太平歌”和“猎户腔”两种民歌，当地邱、葛、杨3人加以改造，形成“怡心调”和“拉魂腔”，后3人分别去淮北和县南卖艺，逐渐形成今日的泗州戏、柳琴戏和淮海戏。
三是淮海戏源于秦腔，据清代李调元《雨村剧话》记载：“秦腔始于秦州，盛于长安，流入晋、冀、鲁、豫至淮水止。”据此推断，淮海戏为秦腔一支，经融会徽剧、京剧和柳琴戏后而创立的新剧种。 

## 发展
光绪六年（1880年）前后，徽、京剧先后流入淮海地区，在交流中，迅速丰富和提高了小戏的表演艺术，出现了一大批一家班、同庄班、师徒班等班社，流传地区不断扩大，除淮海地区的10多县、市外，亦延伸至皖东北一带。光绪二十六（1900年），出现了第一代女艺人。至抗日战争前夕，行当已齐全，分五脚生(小生、文堂生、老生、奸白、勾角)和五脚旦(奶小旦、花旦、青衣、彩旦、老旦)两类10行；服装、化妆、脸谱均由京剧引进；伴奏的皮三弦改为板三弦；剧目除自己原有的以外，又从京剧、徽剧、僮子戏、工鼓锣、小唱本移植改编，有了极大的丰富，号称有“三十二大本，六十四单出”。
民国二十九年(1940年)，中国共产党在淮海地区建立了抗日民主政权，各县先后将流散的小戏艺人组织起来学习、整顿，并成立“民间艺人抗日救国会”和“淮海戏实验小组”，编演了《柴米河畔》、《三星落》、《反内战》等近百出现代戏。解放战争中，部分艺人随军转战南北，“肩背步枪驱敌寇，手提三弦唱英雄”。民国三十七年，两个“大众淮海剧团”(分属于淮海区第三中心县委和淮阴专区)和学校、农村的业余剧团一起编演现代戏，深受广大军民欢迎。通过排演大量现代戏，淮海戏的音乐、表演有了很大的改革和发展，伴奏增加了二胡、笛子、月琴等乐器；涌现了不少新唱腔，如汤增桐、吕文桥在《柴米河畔》中改编设计的“好风光调”，后来成为淮海戏女腔的基本调。1947年，成立了大众淮海剧团，从此小戏正式搬上舞台演出，并定名为“淮海戏”。
中华人民共和国成立后，沭阳、灌云等县成立了淮海剧团。1956年，大众淮海剧团改名为江苏省淮海剧团，继而泗阳、灌南、涟水、宿迁、滨海、连云港等十多个县、市也先后成立了专业剧团。目前有7个淮海剧团，分布在江苏省宿迁市沭阳、连云港市、连云港市灌云、宿迁市泗阳、连云港市灌南、盐城市响水，以及设于淮安市的江苏省淮海剧团。

## 现状
20世纪70年代末到80年代末是淮海戏活跃和辉煌时期，自90年代开始，由于电视网络等现代传媒的普及，民众对淮海戏的兴趣也逐渐淡泊，尤其在年轻人中少有听众。听众越来越少，年老的艺人难以继续演唱，年轻艺人纷纷改行，出现后继乏人、濒临灭亡的危险。目前，淮海戏已经被列为国家级非物质文化遗产保护项目。

## 传统剧目
淮海戏传统剧目有《樊梨花点兵》、《皮秀英四告》、《罗鞋记》、《金刀记》、《催租》、《骂鸡》等32整本，64单出。先后编演的现代戏有《大后方》、《小板凳》、《拾稖头》、《春回粮仓》、《十里香》、《生死怨》等。

## 唱腔
淮海戏唱腔明快豪爽，乡土气息浓厚，以板式唱腔为主,兼唱部分民间小调。

## 主要曲调
淮海戏的唱腔大体为男女同弦异腔，女腔以〔好风光〕为基本调，男腔以〔东方调〕为基本调。这种曲调，可塑性大，风格性强，有各自的功能，各为其多种行当演唱。组腔时，“好风光”调唱法变化多样，可构成大、小唱段。“东方调”中间数唱自由，可变换多种感情，形成长短不一的完整唱段。
此外还有:女腔〔二泛子〕、〔串十字〕、〔双起腔〕、〔彩腔〕、〔八句子〕；男腔〔金风调〕、〔龙门调〕、〔小丑调〕、〔僮子调〕及各种形式的弹唱等。伴奏乐器以板三弦和淮海高胡为主。

## 服装
淮海戏的活动形式早期比较简单，既没有旋转多变的五彩灯光，也没有艳丽配套的行头服装，更没有音部齐全的乐队。常见的，是地上放一张芦席作为舞台，一条长凳乐队坐着，观众围在四周。演出时，一人可担任几个角色；手巾、扇子作为道具，女的穿长裙，男的穿大褂，戴上自制的胡子，这些便是演员的全部扮装。乐队仅有三弦和大锣。建国后，才根据剧目需要，制作灯光、布景、道具，演出也逐渐走上正轨。